# 草原百灵

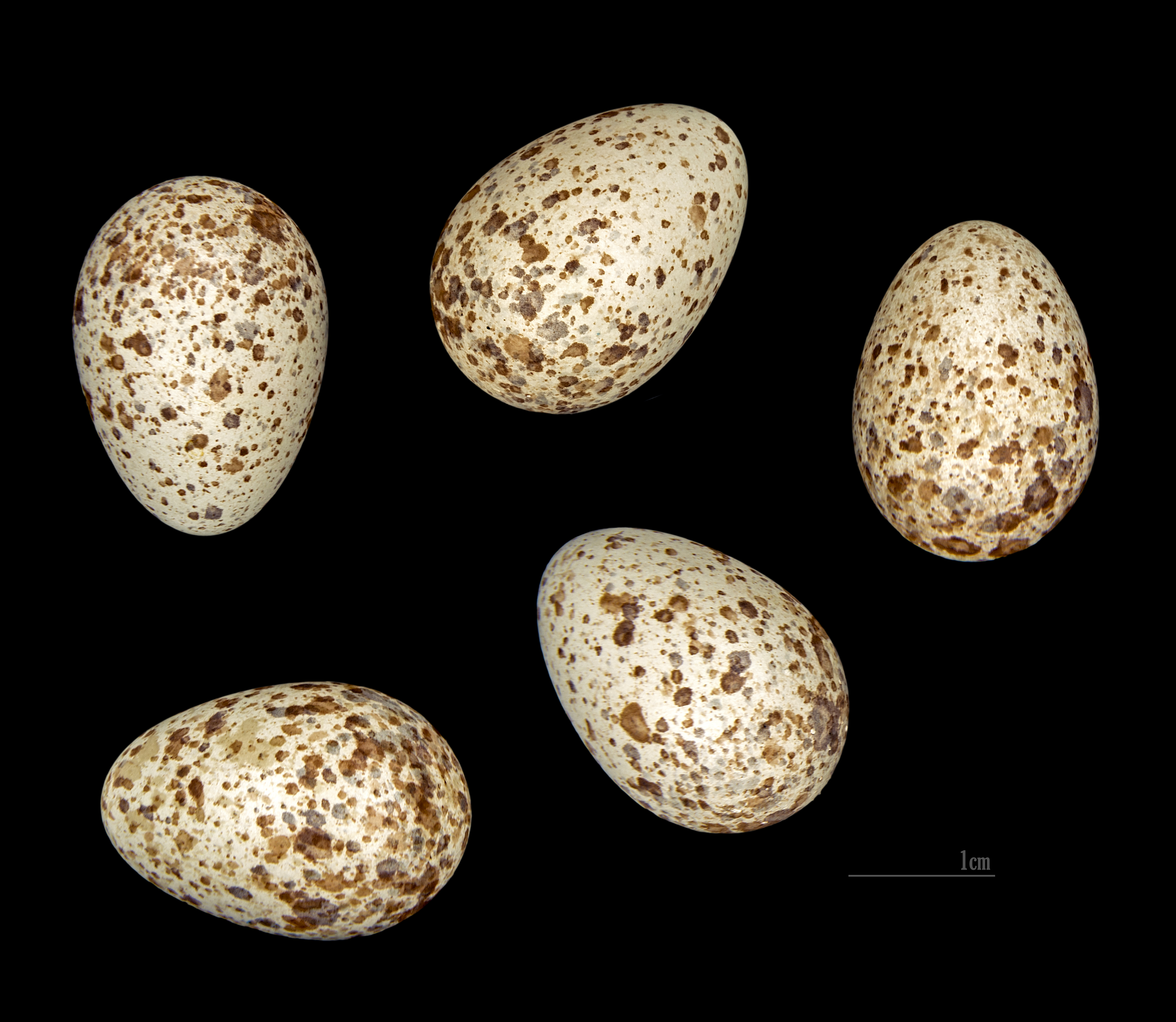
Melanocorypha calandra

草原百灵（学名：Melanocorypha calandra），是百灵科百灵属的一种，是全面迁徙的候鸟，分布于黑山、巴基斯坦、克罗地亚、芬兰、法罗群岛、利比亚、意大利、波斯尼亚和黑塞哥维那、伊朗、土库曼斯坦、西班牙、土耳其、塞尔维亚、北馬其頓、保加利亚、埃及、直布罗陀、奥地利、德国、丹麦、叙利亚、俄罗斯、罗马尼亚、沙特阿拉伯、阿拉伯联合酋长国、约旦、法国、乌克兰、瑞典、匈牙利、捷克共和国、塞浦路斯、黎巴嫩、阿塞拜疆、斯洛文尼亚、格鲁吉亚、英国、亚美尼亚、摩洛哥、以色列、乌兹别克斯坦、哈萨克斯坦、希腊、阿富汗、科威特、塔吉克斯坦、吉尔吉斯斯坦、波兰、阿尔及利亚、摩尔多瓦、荷兰、突尼斯、挪威、瑞士、比利时、巴林、伊拉克、葡萄牙和阿尔巴尼亚。全球活动范围约为5,630,000平方千米。该物种的保护状况被评为无危。
草原百灵的平均体重约为59.2克。栖息地包括温带草原、亚热带或热带的（低地）干草原、耕地和牧草地。